# Állami főhivatal (Egyesült Királyság)
Az állami főhivatal (angolul Great Offices of State) fogalma alatt az Egyesült Királyságban a brit kormány négy legmagasabb rangú és legnagyobb presztízsű tagját értik.
Ők a miniszterelnök (Prime Minister), a pénzügyminiszter (Chancellor of the Exchequer), a külügyminiszter (Secretary of State for Foreign and Commonwealth Affairs) és a belügyminiszter (Home Secretary).
Az állami főhivatal fogalma az Egyesült Királyságban nem összekeverendő az Állami főhivatalnok (Great Officers of State) fogalmával.
A hagyomány szerint amikor a miniszterelnök bejelenti a kormánya névsorát, először a pénzügyminisztert, a külügyminisztert és a belügyminisztert nevezi meg.

## Jelenlegi betöltői
| Hivatal          | Betöltője | Betöltője     | Hivatali ideje kezdete |
| ---------------- | --------- | ------------- | ---------------------- |
| Miniszterelnök   |           | Keir Starmer  | 2024. július 5.        |
| Pénzügyminiszter |           | Rachel Reeves | 2024. július 5.        |
| Külügyminiszter  |           | David Lammy   | 2024. július 5.        |
| belügyminiszter  |           | Yvette Cooper | 2024. július 5.        |

## Története
James Callaghan volt az egyetlen, aki mind a négy pozíciót betöltötte. Az elmúlt száz évben többen is majdnem eljutottak idáig: Herbert Henry Asquith és Winston Churchill mindketten szolgáltak miniszterelnökként, pénzügyminiszterként és külügyminiszterként. Rab Butler és Sir John Simon számára a négyből a miniszterelnökség nem volt meg.
Gyakran történt, hogy a hivatalok közül kettőt is viselt egyszerre ugyanaz a személy. A legutóbb Ramsay MacDonald volt egyszerre miniszterelnök és külügyminiszter, 1924-ben. Az egyetlen személy, aki egyszerre viselt hármat e hivatalok közül Arthur Wellesley wellingtoni herceg volt, aki a Wellington-féle ügyvezető minisztérium fejeként 1834-ben egyszerre volt ideiglenesen miniszterelnök, külügyminiszter és belügyminiszter.

## Nők
Ez ideig csak hat nő viselte valamelyik állami főhivatalt. Pénzügyminiszter még sosem volt nő az Egyesült Királyságban. Theresa May korábbi belügyminiszter (2010–2016) és korábbi miniszterelnök (2016–2019) az első nő, aki két főhivatalt is betöltött. Amikor May 2016. július 13-án elfoglalta a miniszterelnöki hivatalt és a belügyminiszteri posztra Amber Ruddot nevezte ki, ez volt az első alkalom, hogy egyszerre két főhivatalt is nő foglaljon el.
- Miniszterelnök: Margaret Thatcher (1979–1990), Theresa May (2016–2019), Liz Truss (2022)
- Külügyminiszter: Margaret Beckett (2006–2007), Liz Truss (2021–2022)
- Belügyminiszter: Jacqui Smith (2007–2009), Theresa May (2010–2016), Amber Rudd (2016–2018), Priti Patel (2019–2022), Suella Braverman (2022–2023), Yvette Cooper (2024–)
- Pénzügyminiszter: Rachel Reeves (2024–)

## Fordítás
Ez a szócikk részben vagy egészben  a   Great Offices of State című angol Wikipédia-szócikk ezen változatának fordításán alapul.  Az eredeti cikk szerkesztőit annak laptörténete sorolja fel. Ez a jelzés csupán a megfogalmazás eredetét és a szerzői jogokat jelzi, nem szolgál a cikkben szereplő információk forrásmegjelöléseként.